# Bošany
Bošany és un poble i municipi d'Eslovàquia que es troba a la regió de Trenčín.

## Història
La primera menció escrita de la vila es remunta al 1183.

## Demografia
| Godina             | 1994 | 2004   | 2014   | 2024   |
| ------------------ | ---- | ------ | ------ | ------ |
| Nombre de persones | 4281 | 4298   | 4104   | 3989   |
| Diferència         |      | +0,39% | −4,51% | −2,80% |

| Godina             | 2023 | 2024   |
| ------------------ | ---- | ------ |
| Nombre de persones | 3985 | 3989   |
| Diferència         |      | +0,10% |